# Carlos Cavazo

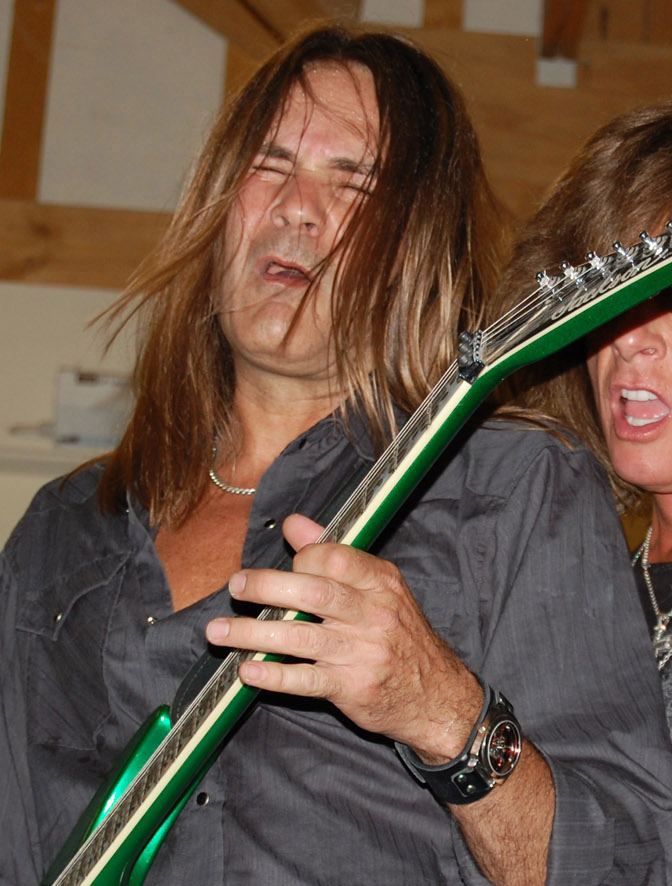
Carlos Cavazo In Phoenix 2009

Carlos Cavazo (* 8. Juli 1957 in Atlanta) ist ein US-amerikanischer Musiker und Gitarrist. Er war seit den frühen 1980er Jahren bis 2001 Mitglied der US-amerikanischen Heavy-Metal-Band Quiet Riot und gehört seit 2008 der Hardrock-Band Ratt an.

## Leben
Der Gitarrist gründete gemeinsam mit seinem Bruder Antonio Cavazo in Mexiko-Stadt seine erste Band „Speed of Light“. Später zogen beide gemeinsam nach Los Angeles, wo sie zusammen mit dem Schlagzeuger Stephen Quadros und Sänger Doug Ellison die Band „Snow“ gründeten, die regelmäßig im Whisky a Go Go und im Starwood-Club auftrat. Die Gruppe veröffentlichte ein Album.
Carlos Cavazo erlangte ab 1982 als Gitarrist von Quiet Riot internationale Bekanntheit. Mit dieser Gruppe veröffentlichte er acht Alben, zu denen auch der größte Erfolg der Band, Metal Health, gehörte. Diese Platte erreichte 1983 Platz 1 der Billboard 200 und wurde bis heute über sechs Millionen Mal verkauft. Metal Health gilt als das erste Heavy-Metal-Album, das die Spitze der amerikanischen Albumcharts erreichte. Cavazo war am Songwriting von fünf der zehn Lieder auf dem Album beteiligt.
Während seiner Zeit bei Quiet Riot war Cavazo 1985 gemeinsam mit den übrigen Bandmitgliedern Teil des Hear-’n-Aid-Projektes, das von Ronnie James Dio, Vinny Appice und Vivian Campbell initiiert worden war. Cavazo spielte gemeinsam mit George Lynch das fünfte Gitarrensolo des für das Projekt aufgenommenen Liedes Stars und beteiligte sich am Chorgesang für den von allen beteiligten Musikern gesungenen Refrain des Titels.
Cavazo verließ Quiet Riot 2001 und wurde Mitglied der Supergroup 3 Legged Dog. Dieser Gruppe gehörten neben ihm Schlagzeuger Vinny Appice (Black Sabbath, Dio), Bassist Jimmy Bain (Dio, Kate Bush), Sänger Chas West (Lynch Mob, Bonham) und Gitarrist Brian Young an. Die Gruppe veröffentlichte lediglich ein Album, mit dem sie jedoch keinen kommerziellen Erfolg verbuchen konnte.
2008 ersetzte Cavazo John Corabi als Gitarrist bei der Gruppe Ratt, mit der er 2010 das Album Infestation veröffentlichte.

## Diskografie

### Mit Quiet Riot
- 1983: Metal Health
- 1984: Condition Critical
- 1986: QR III
- 1988: Quiet Riot
- 1993: Terrified
- 1994: Down to the Bone
- 1999: Alive and Well (Neuaufnahmen und neue Songs)
- 2001: Guilty Pleasures

### Mit 3 Legged Dog
- 2006: Frozen Summer

### Mit Ratt
- 2010: Infestation